# Grandma's Boy
Grandma's Boy (Queridinho da Vovó no Brasil) é um filme de comédia estadunidense de 2006, dirigido por Nicholaus Goossen. Estrelado por Allen Covert e Nick Swardson, e escrito por Barry Wernick, bem como Covert e Swardson, o filme é sobre um testador de videogame que é forçado a morar com sua avó depois de ser despejado de sua casa. Ao lado de Covert e Swardson, o filme é co-estrelado por Doris Roberts, Linda Cardellini, Shirley Jones, Shirley Knight, Peter Dante, Rob Schneider, David Spade, Joel Moore e Kevin Nealon.

## Sinopse
O marmanjo testador de videogame Alex, tem 35 anos e acha que a vida está só no começo. Mas quando é forçado a morar com a avó e duas amigas muito loucas, ele começa  a achar que esta perdendo os pontos. Para se livrar dos obstáculos e se dar bem com a nova chefe gostosona, inventa que está morando com 3 supergatas que acabam com ele. A lorota perde a força quando uma balada sem fim mistura todo mundo na casa da vó e aquilo vira uma loucura.

## Elenco
- Allen Covert como  Alex
- Linda Cardellini como Samantha
- Nick Swardson como Jeff
- Doris Roberts como  vovó Lilly
- Shirley Jones como  Grace
- Shirley Knight como Bea
- Peter Dante como  Dante
- Joel Moore como J.P.
- Kevin Nealon como  sr. Simon Cheezle
- Jonah Hill como  Barry
- Kelvin Yu como Kane
- Chuck Church como Dan
- Jonathan Loughran como Josh
- Scott Halberstadt como Bobby
- Rob Schneider como Yuri
- David Spade como Shiloh
- Randal Reeder como Biker
- Abdoulaye N'Gom como dr. Shakalu
- Todd Holland como Mover #1
- Kevin Nash como  Mover #2
- DJ Stryker como anfitrião do restaurante
- Frank Coraci (sem créditos) como  primo Steven

## Trilha sonora
A trilha sonora inclui faixas de diálogo do filme entre as faixas musicais.
| Track # | Título                 | Artista                  | Tempo |
| ------- | ---------------------- | ------------------------ | ----- |
| 2       | "Another Day"          | The Twenty Twos          | 2:40  |
| 4       | "Helicopter"           | Bloc Party               | 3:39  |
| 5       | "Meantime"             | The Futureheads          | 2:49  |
| 7       | "Spinnin'"             | Zion I                   | 3:25  |
| 9       | "Little Girl"          | The Daylights            | 3:16  |
| 10      | "Never Win"            | Fischerspooner           | 3:59  |
| 12      | "Sittin' Sidewayz"     | Paul Wall/Big Pokey      | 3:48  |
| 14      | "Alive and Amplified"  | The Mooney Suzuki        | 3:05  |
| 15      | "Can't Kick the Habit" | Spin Doctors             | 8:12  |
| 17      | "Night on Fire"        | VHS or Beta              | 4:01  |
| 18      | "Anyone"               | Moving Units             | 3:57  |
| 20      | "Windowlicker"         | Aphex Twin               | 6:04  |
| 21      | "STD Dance"            | Ima Robot                | 4:35  |
| 23      | "Grandma's Boyee"      | Kool Keith/KutMasta Kurt | 4:09  |

Outras músicas
A trilha sonora inclui faixas de diálogo do filme entre as faixas musicais:
| - "Dance to the Underground" – Radio 4 - "Natural Disaster" – Fischerspooner (JP's entrance) - "A Fair Resort" – Cdoass - "Call the Cops" – Dr. Dooom - "Hit Me Again" – Neon - "Make a Jam!" – U1 (Dance Dance Revolution (Ultramix 2) scene) - "Dead End" – N & S (Dance Dance Revolution (Ultramix 2) scene) - "Can I Buy U a Drink" – Kool Keith / KutMasta Kurt | - "Talk Dirty to Me" – Poison - "Push It" – Linda Cardellini (originally by Salt 'N Pepa) - "Holla" – Mista Wizard / Guy Boogie - "Headlines" – Neon Blonde - "Technology" – Evil Nine - "Apartment 223" – Dr. Dooom - "Happy" – Fischerspooner - "I Don't Want to Know..." – The Donnas (trailer) |